# Александра Венк
Александра Венк (нім. Alexandra Wenk, 7 лютого 1995) — німецька плавчиня.
Учасниця Олімпійських Ігор 2012 року.
Призерка Чемпіонату світу з водних видів спорту 2015 року.
Чемпіонка Європи з водних видів спорту 2012 року.
Призерка Чемпіонату Європи з плавання на короткій воді 2015 року.